# Andreas Ulrich

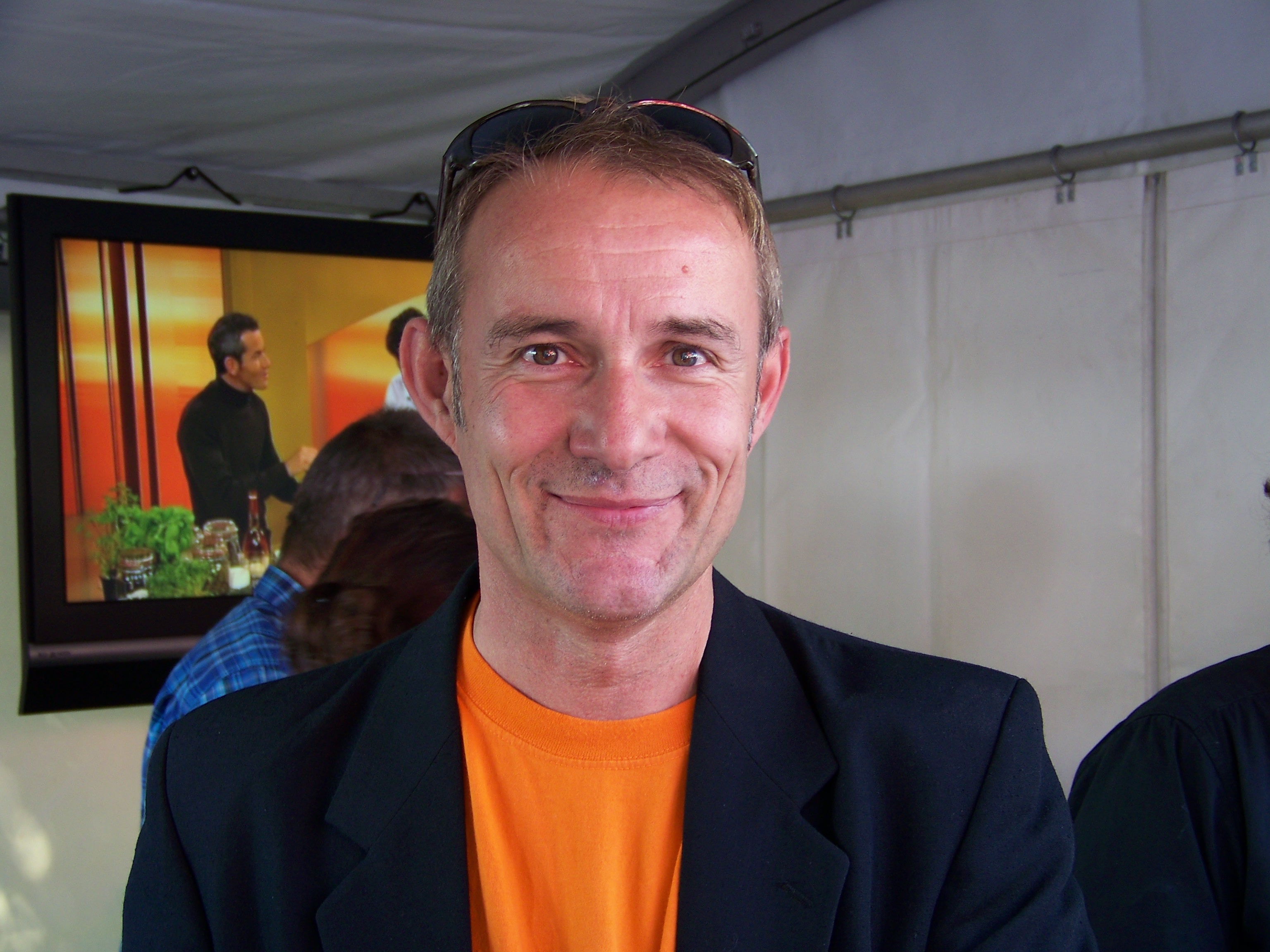
Andreas Ulrich (2008)

Andreas Ulrich (* 7. März 1960 in Ost-Berlin) ist ein deutscher Journalist und Moderator.

## Leben
Andreas Ulrich machte 1985 den Abschluss als Diplom-Journalist an der Sektion Journalistik der Karl-Marx-Universität Leipzig und begann seine journalistische Laufbahn als Redakteur und Reporter beim Berliner Rundfunk. Für das halbstündige Berlin-Feuilleton des Senders unternahm Ulrich regelmäßig journalistisch-literarische Spaziergänge durch die Geschichte der Hauptstadt, u. a. Rund um den Koppenplatz, Rund um die Neue Synagoge, Durch Berlins Markthallen.
1986 wechselte Andreas Ulrich als Moderator und Chef vom Dienst zu Jugendradio DT64. Für DT64 entwickelte er Sendeformate, wie die Frühsendung Morgenrock und Frühsport am Sonntagvormittag. Als die Mitarbeiter während der politischen Wende in der DDR im Herbst 1989 die bisherige Sendeleitung abgewählt hatten, wurde Ulrich zum Leiter der aktuellen Redaktion bestimmt. Seine Erlebnisse als Journalist in den Monaten zwischen Mauerfall und deutscher Einheit hat Ulrich im 1993 erschienenen Buch DT64 – Das Buch zum Jugendradio beschrieben.
Seit Anfang der 1990er-Jahre arbeitete Andreas Ulrich immer öfter auch fürs Fernsehen. So moderierte er von 1992 bis 1995 die Wissenschafts-Quizsendungen Duell mit Folgen und Wenn der Groschen fällt beim MDR-Fernsehen. Seit 1993 berichtet Andreas Ulrich als Sportmoderator für das Fernsehen des Ostdeutschen Rundfunks Brandenburg / Rundfunk Berlin-Brandenburg. Seit 1995 gibt Ulrich regelmäßig Aus- und Weiterbildungsseminare für junge Journalisten, u. a. an der Universität Leipzig, der Elektronischen Medienschule Babelsberg (EMS) oder für die Deutsche Journalistinnen- und Journalisten-Union.
Von 1994 bis 1997 gestaltete er als Autor und Moderator das von Joachim Schulte und ihm selbst entwickelte tägliche Politikmagazin Dossier bei der ORB-Hörfunkwelle Radio Brandenburg. Die Süddeutsche Zeitung schrieb über Dossier: „Kritischer Hörfunkjournalismus geht also doch noch!“
1997 ging Andreas Ulrich zu der neu gegründeten Welle radioeins (ORB/SFB, seit 2003 rbb), für die er seither Politik und Sportsendungen moderiert. Immer wieder widmet sich Ulrich außerdem als Buchautor der jüngeren Geschichte Berlins. So in dem Porträtband Zwei Kilometer Deutschland über 25 Bewohner der einst von der Mauer geteilten Swinemünder Straße.
Mit der viel beachteten Reportage 96 Stunden unterstützt er seit 2003 beim rbb-Fernsehen außerdem soziale Projekte in Berlin-Brandenburg (im Mai 2006 ausgezeichnet mit der Goldenen Verdienstmedaille des Union Hilfswerks).

## Werke
- DT 64 – Das Buch zum Jugendradio 1964 – 1993. Andreas Ulrich & Jörg Wagner (Hrsg.), Thom Verlag, Leipzig 1993, 240 S., ISBN 3-9803346-0-0
- Zwei Kilometer Deutschland. Porträt- und Reportagebuch über eine einst von der Berliner Mauer geteilte Straße und ihre Bewohner, Fotos von Frank Wegner, Das Neue Berlin, Berlin 2005, 192 S., ISBN 3-360-01272-0
- Palast der Republik. Ein Rückblick / A Retrospektive. Die Geschichte des berühmtesten Gebäudes der DDR, Prestel Verlag, München/London/New York 2006, 80 S., ISBN 3-7913-3692-4
- Torstraße 94, be.bra verlag, Berlin 2015, ca. 144 S., ISBN 978-3-89809-130-5.
- Die Kinder von der Fischerinsel, be.bra Verlag, Berlin 2021, ISBN 978-3-8148-0250-3.